# Ludwig Széchényi
Ludwig (Ludvík / Lájos) hrabě Széchényi (Ludwig Graf/gróf Széchéneyi de Sárvár et Felsövidék) (28. března 1868, Gyönk, Rakousko-Uhersko – 14. dubna 1919, Kaltenleutgeben, Rakousko) byl rakousko-uherský diplomat. Od mládí působil ve službách ministerstva zahraničí, za první světové války byl vyslancem v Bulharsku (1916–1917) a Holandsku (1917–1918).

## Životopis
Pocházel z významné uherské šlechtické rodiny Széchényiů, narodil se na zámku Gyönk poblíž Balatonu jako druhorozený syn hraběte Alexandra (Sándora) Széchenyiho (1837–1913), c.k. tajného rady a místopředsedy uherské panské sněmovny. Ludwig vystudoval práva a v roce 1892 vstoupil do diplomatických služeb. Na různých nižších postech působil v Bruselu, Washingtonu a Římě, v letech 1906–1909 byl velvyslaneckým radou v Londýně. S titulem vyslance byl v letech 1909–1914 pověřen vedením diplomatického zastoupení a generálního konzulátu v Káhiře. V letech 1915–1916 sloužil v armádě, poté zastupoval ministerstvo zahraničí v Bělehradě. Od listopadu 1916 do ledna 1917 byl krátce vyslancem v Sofii, poté až do konce první světové války vyslancem v Haagu. Od června 1918 souběžně zastával provizorně funkci II. sekčního šéfa na ministerstvu zahraničí. Od mládí trpěl špatným zdravím a podle svědectví současníků ztratil chuť do života po rozpadu monarchie. Zemřel již v dubnu 1919 ve věku 51 let.
Byl též c.k. komořím (1902) a tajným radou (1917). Během diplomatických služeb získal Leopoldův řád (1902) a Řád Františka Josefa (1908).
Jeho starší bratr Bertalan Széchényi (1866–1943) byl od mládí významnou osobností uherské politiky a po zřízení dvoukomorového systému parlamentu Maďarského království byl v letech 1936–1943 předsedou horní komory. Jejich strýc Emerich Széchényi (1825–1898) byl významným diplomatem a dlouholetým rakousko-uherským velvyslancem v Německu (1878–1892).